# جی (خواننده)
کیم کیون وو (کره‌ای: 김견우؛ زادهٔ ۸ آوریل ۱۹۸۳) که به‌طور حرفه‌ای با نام جی (کره‌ای: 제이) شناخته می‌شود، خواننده، بازیگر و مربی آواز اهل کره جنوبی است. او عضو گروه راک تراکس و عضو سابق گروه پروژهٔ اس‌ام انترتینمنت به نام اس‌ام د بالاد است.